# Druhiv, Berezne
Druhiv (în ucraineană Друхів) este o comună în raionul Berezne, regiunea Rivne, Ucraina, formată numai din satul de reședință.

## Demografie
Componența lingvistică a comunei Druhiv
     Ucraineană (100%)
Conform recensământului din 2001, toată populația comunei Druhiv era vorbitoare de ucraineană (100%).